# دينار أباد (شيروان)
دینار أباد (بالفارسية: دینارآباد) هي مستوطنة تقع في إيران في قسم شیروان الريفي. يقدر عدد سكانها بـ 283 نسمة .